# كارل ياكوب سوندفال

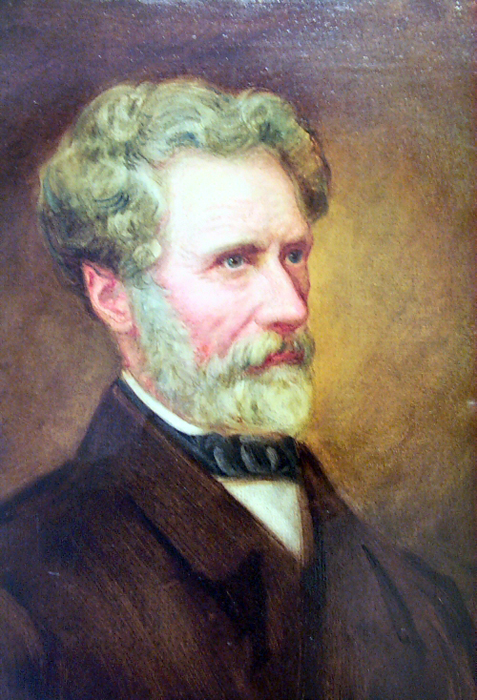
العالم السويدي كارل جاكوب سوندفال

كارل ياكوب سوندفال ( 22 أكتوبر 1801 - 2 فبراير 1875 ) عالم حيوان سويدي درس في جامعة لوند وحصل على الدكتوراه في الطب عام 1830.